# Aire urbaine de Saint-Claude
L'aire urbaine de Saint-Claude est une aire urbaine française centrée sur la ville de Saint-Claude.

## Caractéristiques
D'après la définition qu'en donne l'INSEE, l'aire urbaine de Saint-Claude est composée de 10 communes, situées dans le Jura. Ses 13 938 habitants font d'elle la 319e aire urbaine de France.
En 2014, son l'aire urbaine de Saint-Claude a perdu 2 communes (Ponthoux et Vulvoz), elle comptait désormais 12030 habitants pour 8 communes d’après l'INSEE. 
2 communes de l'aire urbaine sont des pôles urbains. 
Le tableau suivant détaille la répartition de l'aire urbaine sur le département (les pourcentages s'entendent en proportion du département) :
| Département | Communes | Communes (%) | Superficie (km²) | Superficie (%) | Population (1999) | Population (%) |
| ----------- | -------- | ------------ | ---------------- | -------------- | ----------------- | -------------- |
| Jura        | 10       | 1,8          | 99,70            | 2,0            | 13 938            | 5,6            |

## Communes
Voici la liste des communes françaises de l'aire urbaine de Saint-Claude.
| Code INSEE | Commune                  | Type                  | Département | Superficie (km²) | Population (1999) | Densité (hab./km²) |
| ---------- | ------------------------ | --------------------- | ----------- | ---------------- | ----------------- | ------------------ |
| 39032      | Avignon-lès-Saint-Claude | Commune monopolarisée | Jura        | +0007,83         | +00 000309,       | +00039,46          |
| 39157      | Coiserette               | Commune monopolarisée | Jura        | +0005,91         | +000 00046,       | +0 0007,78         |
| 39174      | Coyrière                 | Commune monopolarisée | Jura        | +0004,11         | +000 00074,       | +00018,            |
| 39280      | Larrivoire               | Commune monopolarisée | Jura        | +0006,5          | +00 000108,       | +00016,62          |
| 39438      | Ponthoux                 | Commune monopolarisée | Jura        | +0002,18         | +000 00080,       | +00036,7           |
| 39460      | La Rixouse               | Commune monopolarisée | Jura        | +0012,59         | +00 000215,       | +00017,08          |
| 39478      | Saint-Claude             | Pôle urbain           | Jura        | +0036,67         | +00012 303,       | +00335,51          |
| 39560      | Villard-Saint-Sauveur    | Pôle urbain           | Jura        | +0009,05         | +00 000655,       | +00072,38          |
| 39562      | Villard-sur-Bienne       | Commune monopolarisée | Jura        | +0010,37         | +00 000132,       | +00012,73          |
| 39585      | Vulvoz                   | Commune monopolarisée | Jura        | +0004,49         | +000 00016,       | +0 0003,56         |
|            | Total                    |                       |             | +0099,7          | +00013 938,       | +00139,8           |